# Zelina (Russland)
Zelina (russisch Целина́) ist eine Siedlung (possjolok) in der Oblast Rostow in Russland mit 10.649 Einwohnern (Stand 14. Oktober 2010).

## Geographie

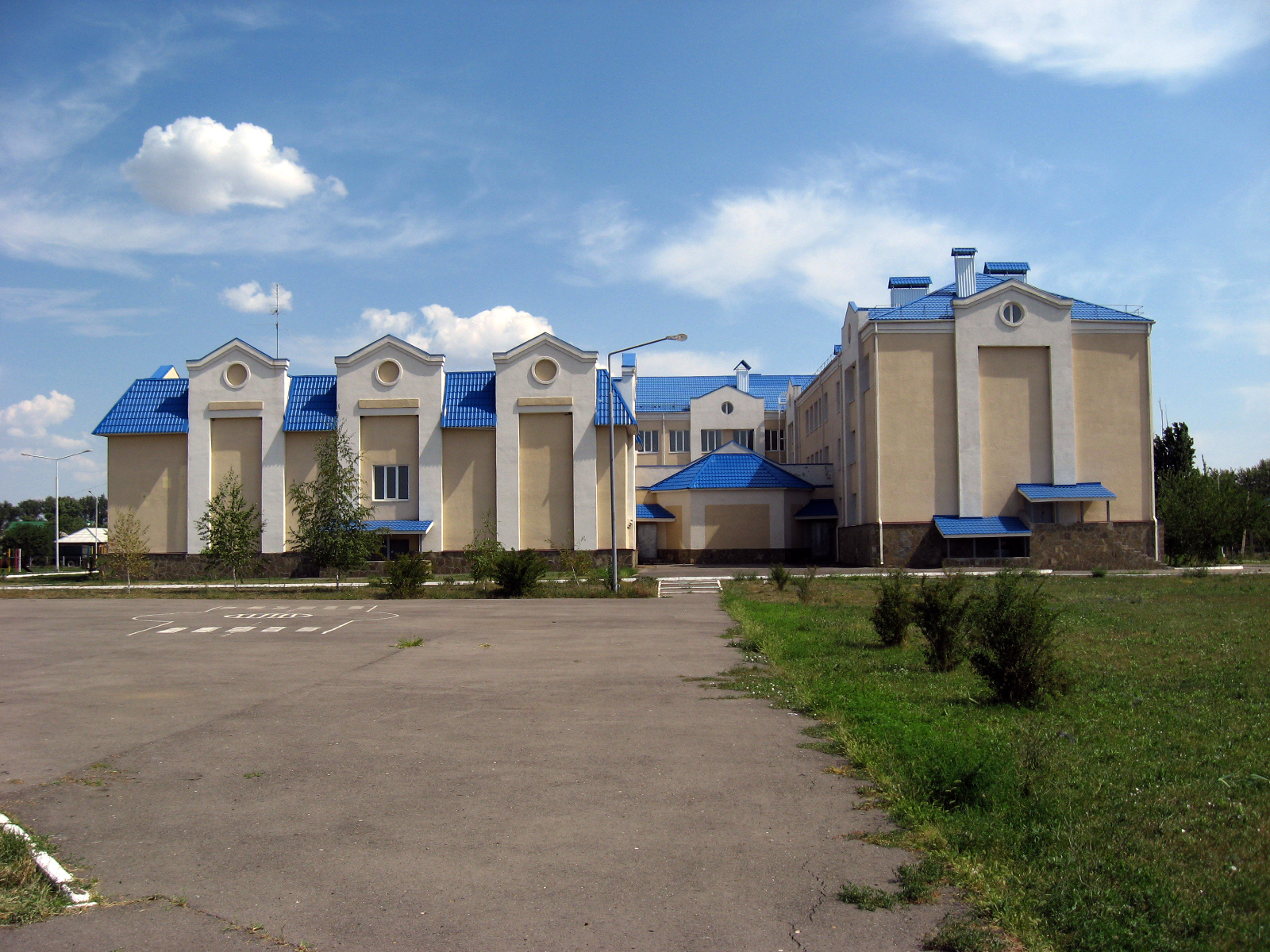
Schule Nr. 32 in Zelina

Der Ort liegt im Steppengebiet der Kaukasusvorlands knapp 130 km Luftlinie südöstlich des Oblastverwaltungszentrums Rostow am Don.
Zelina ist Verwaltungszentrum des Rajons Zelinski sowie Sitz und einzige Ortschaft der Landgemeinde Zelinskoje selskoje posselenije.

## Geschichte
Der Ort entstand ab 1916 nach der Eröffnung der dort vorbeigeführten Eisenbahnstrecke (Rostow am Don –) Bataisk – Salsk 1915. Als offizielles Gründungsjahr gilt jedoch 1922, nachdem dorthin auch im Zusammenhang mit der Hungersnot von 1921, nach dem Russischen Bürgerkrieg eine größere Anzahl von Menschen aus der Ukraine und Zentralrussland zur Urbarmachung des zuvor ungenutztes Steppenlandes umgesiedelt worden war. Der Name zunächst der Bahnstation und später des Ortes entspricht dem russischen Wort für Neuland.
Bereits 1923 wurde die Siedlung Verwaltungssitz eines Rajons, der zunächst den Namen Sapadno-Konnosawodtscheski rajon (etwa „Westlicher Gestüts-Rajon“) trug und 1930 nach dem 1928 gegründeten Muster-Sowchos für Getreideproduktion Gigant (zunächst Sowchos Nr. 1) in Gigantowski rajon umbenannt wurde. Dieser ging 1934 im Salski rajon auf, aber am 2. Januar 1935 wurde wieder ein kleinerer Zelinski rajon mit Sitz in Zelina ausgegliedert.
Im Zweiten Weltkrieg war Zelina von Ende Juli 1942 bis Anfang 1943 von der deutschen Wehrmacht besetzt. Von 1976 bis 1992 besaß Zelina den Status einer Siedlung städtischen Typs.

### Bevölkerungsentwicklung
| Jahr | Einwohner |
| ---- | --------- |
| 1939 | 5.513     |
| 1959 | 7.721     |
| 1970 | 10.112    |
| 1979 | 11.995    |
| 1989 | 12.545    |
| 2002 | 11.092    |
| 2010 | 10.649    |

Anmerkung: Volkszählungsdaten

## Verkehr
Zelina liegt bei Kilometer 135 der Eisenbahnstrecke Rostow am Don – Salsk. Durch die Siedlung führt die Regionalstraße 60K-3 (ehemals R270), die Jegorlykskaja an der 60K-1 (ehemals R269) Rostow – Stawropol mit dem etwa 40 km östlich von Zelina gelegenen Salsk an der 60K-2 Pestschanokopskoje – Kotelnikowo (Oblast Wolgograd) verbindet.